# Balfour (rivière)
Pour les articles homonymes, voir Balfour (homonymie).
La  rivière  Balfour  (anglais : Balfour River) est une rivière de la région du West Coast, dans le district de Westland dans l’Ile du Sud de la Nouvelle-Zélande. 

## Géographie
Sa source est le glacier Balfour  et elle court vers l’ouest puis vers le nord-ouest sur environ 5 km jusqu’à la rivière Cook.